# Сан-Мигель (округ, Колорадо)
Сан-Миге́ль (англ. San Miguel County) — округ в штате Колорадо, США. Официально образован в 1883 году. По состоянию на 2010 год, численность населения составляла 7 359 человек.

## География
По данным Бюро переписи США, общая площадь округа равняется 3 338,513 км2, из которых 3 333,333 км2 суша и 5,180 км2 или 0,200 % это водоёмы.

## Население
По данным переписи населения 2000 года в округе проживает 6 594 жителей в составе 3 015 домашних хозяйств и 1 423 семей. Плотность населения составляет 2,00 человека на км2. На территории округа насчитывается 5 197 жилых строений, при плотности застройки около 2,00-х строений на км2. Расовый состав населения: белые — 93,57 %, афроамериканцы — 0,29 %, коренные американцы (индейцы) — 0,85 %, азиаты — 0,74 %, гавайцы — 0,08 %, представители других рас — 3,37 %, представители двух или более рас — 1,11 %. Испаноязычные составляли 6,66 % населения независимо от расы.
В составе 22,80 % из общего числа домашних хозяйств проживают дети в возрасте до 18 лет, 38,30 %  представляют собой супружеские пары проживающие вместе, 5,40 % домашних хозяйств представляют собой одиноких женщин без супруга, 52,80 % домашних хозяйств не имеют отношения к семьям, 32,70 % домашних хозяйств состоят из одного человека, 2,50 % домашних хозяйств состоят из престарелых (65 лет и старше), проживающих в одиночестве. Средний размер домашнего хозяйства составляет 2,18 человека, и средний размер семьи 2,77 человека.
Возрастной состав округа: 17,60 % моложе 18 лет, 9,90 % от 18 до 24, 43,30 % от 25 до 44, 25,80 % от 45 до 64 и 25,80 % от 65 и старше. Средний возраст жителя округа 34 лет. На каждые 100 женщин приходится 120,80 мужчин. На каждые 100 женщин старше 18 лет приходится 126,40 мужчин.
Средний доход на домохозяйство в округе составлял 48 514 USD, на семью — 60 417 USD. Среднестатистический заработок мужчины был 35 922 USD против 30 278 USD для женщины. Доход на душу населения составлял 35 329 USD. Около 6,60 % семей и 10,40 % общего населения находились ниже черты бедности, в том числе — 11,10 % молодёжи (тех, кому ещё не исполнилось 18 лет) и 8,00 % тех, кому было уже больше 65 лет.